# Eislaufverein Wörthersee

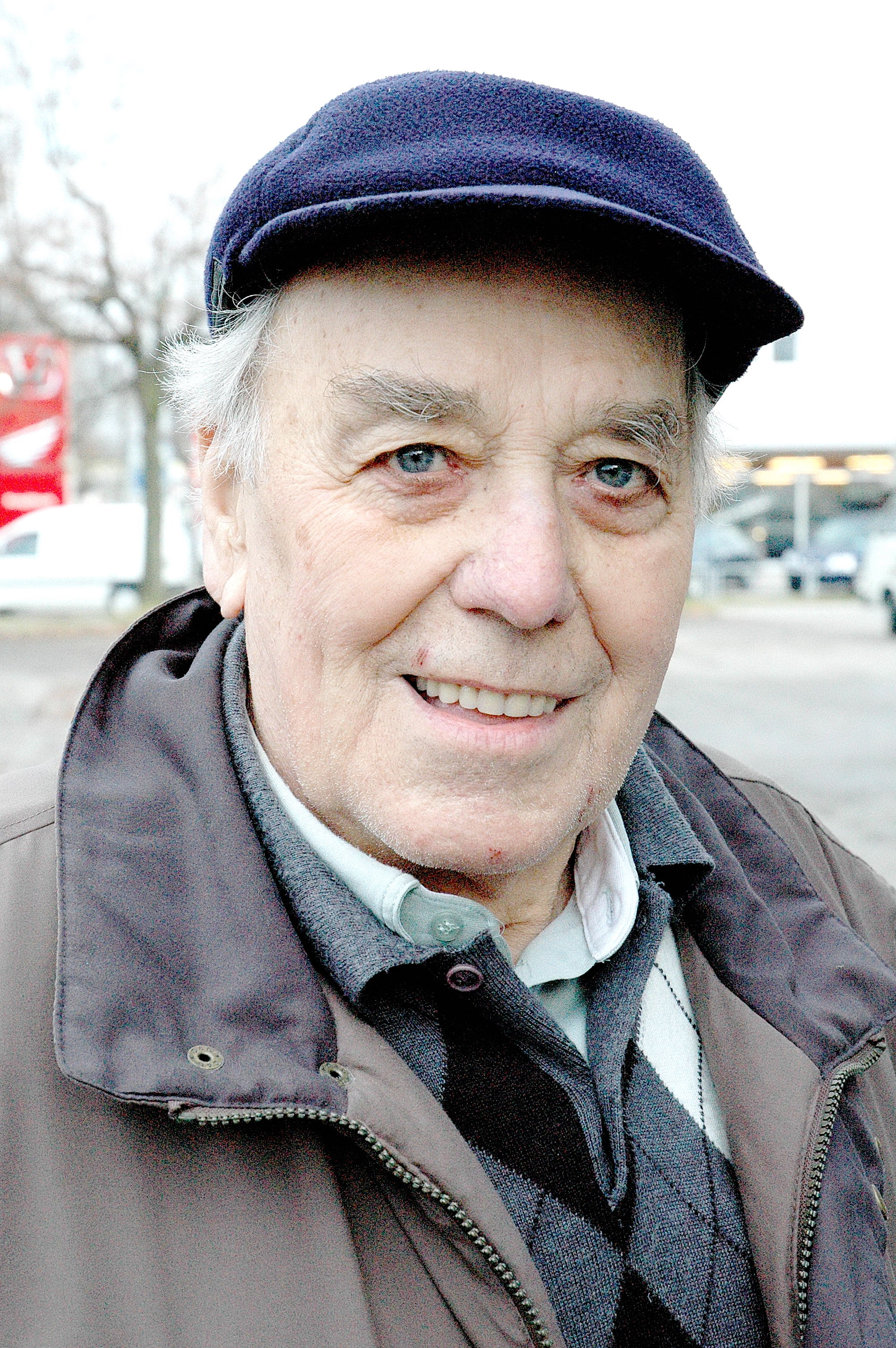
Gerhard Fischer (* 1924; † 2005), langjähriger Eismeister des EVW

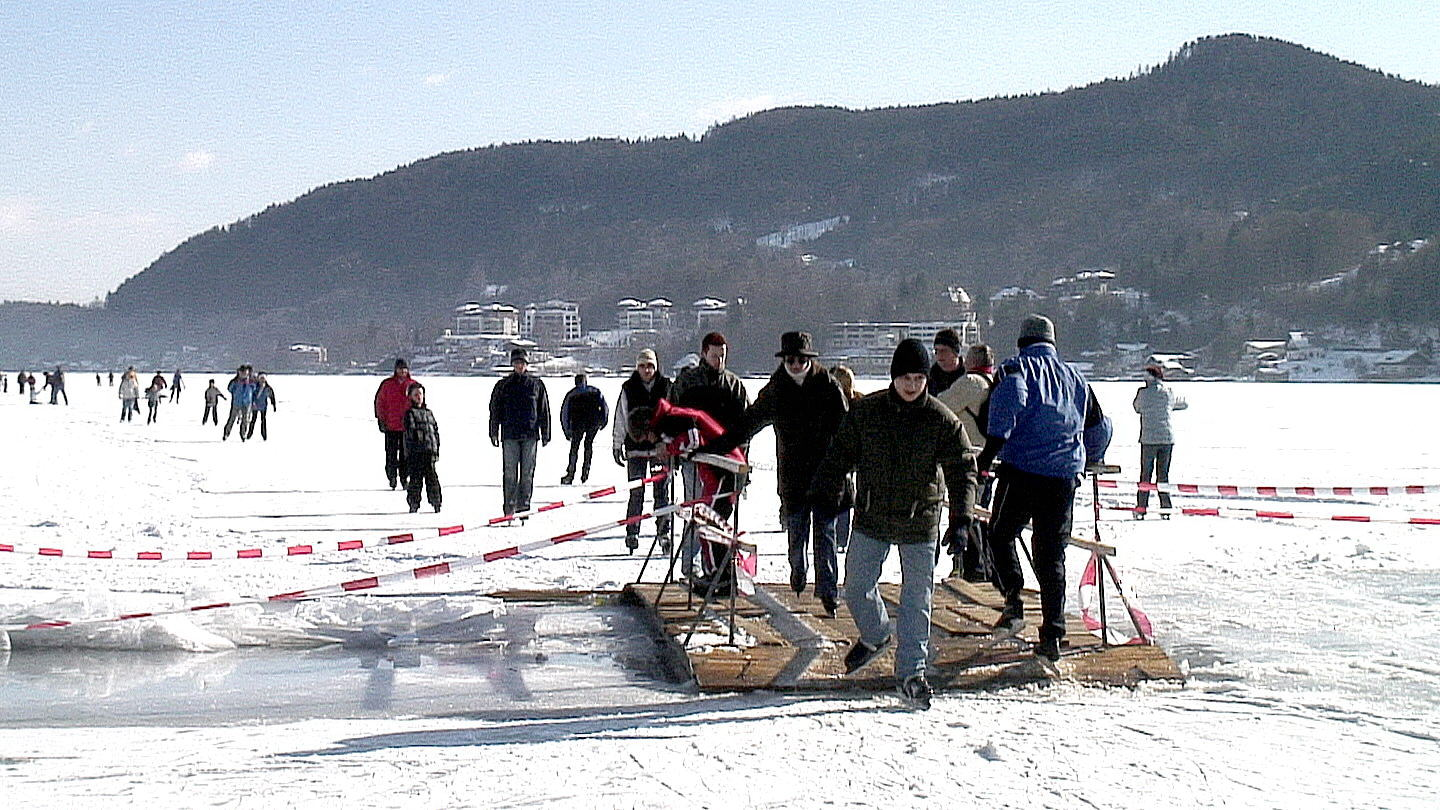
Publikumseislauf auf dem Wörthersee (11. Februar 2006), betreut durch den EVW

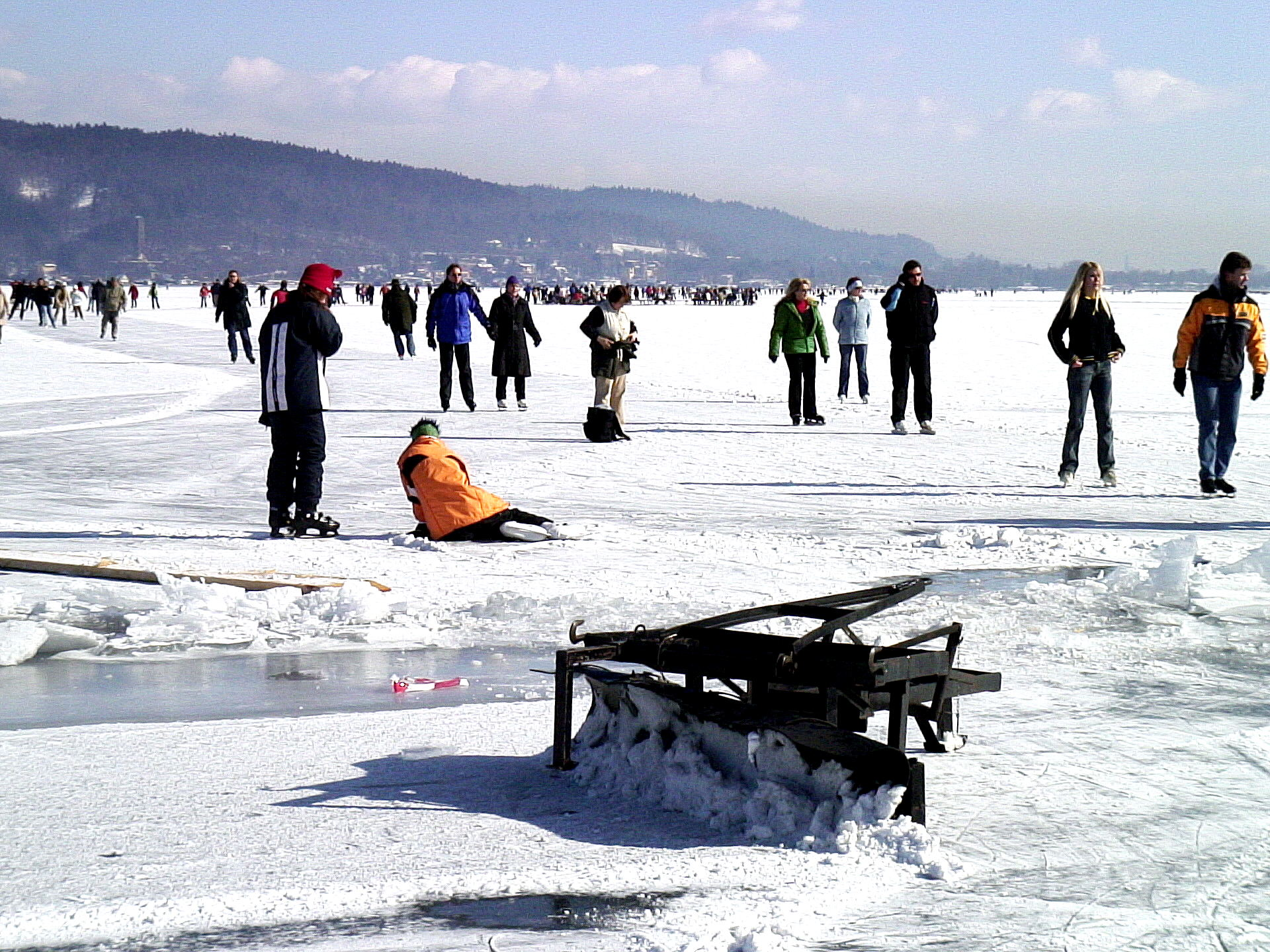
Eislauf auf dem Wörther See (11. Februar 2006)

Der im Jahre 1890 gegründete Eislaufverein Wörthersee (E.V.W.) mit Sitz in Klagenfurt am Wörthersee ist nach eigenen Aussagen der weltweit größte Betreuer von Natureisflächen. Sein Wirkungsbereich sind Kärntner Teiche und Seen sowie der Klagenfurter Lendkanal.

## Eispflege und Sicherheit
Eismeister sind nach Überprüfung sowohl der Tragfähigkeit als auch der Befahrbarkeit von Eisdecken für die Freigabe zum Publikumseislauf zuständig. In den Kompetenzbereich von Eiswarten fällt die Pflege der Oberflächen mit entsprechendem Gerät. Für die Betreuung der Eisflächen stehen insgesamt 32 Räumfahrzeuge zur Verfügung. Die 56 ehrenamtlichen Mitarbeiter des Vereines sorgen für die organisatorische Abwicklung des Betriebes.

## Verein
Laut Vereinsstatuten darf kein Gewinn erwirtschaftet werden. Die aufgrund der Eispflege anfallenden Betriebskosten sowie Aufwendungen für Anschaffung und Erhaltung von Gerät wie sicherheitstechnischen Einrichtungen werden durch Spenden und niedrig gehaltene Eintrittspreise abgedeckt.
Nach der Gründung des Vereins pachtete dieser die Kellerräume der ehemaligen Sonnenbastei (heute Bestattung) in Klagenfurt, um dort im Winter Eis einzulagern, das man dann im Sommer gewinnbringend an Gaststätten verkaufte.

## Sportsektionen
In den drei Bereichen Eiskunstlauf, Eisschnelllauf und Rollkunstlauf ist der Verein aktiv tätig. Trainer bringen junge Talente in Form. Jene vertreten den Verein nach außen hin bei nationalen und internationalen Wettkämpfen, indem sie versuchen, gute Platzierungen zu erreichen. In der langjährigen Vereinsgeschichte kann man schon auf Europa- und Weltmeister zurückblicken.